# Clark L. Hull
Clark Leonard Hull (Akron, 24 de maio de 1884 — New Haven, 10 de maio de 1952) foi um influente psicólogo norte-americano. Estudou nas Universidades de Michigan e Wisconsin.
Doutorou-se nesta última em 1918 onde foi professor até 1929. Inspirando-se em Pavlov e Watson desenvolveu as concepções behavioristas clássicas fazendo intervir variáveis intermédias entre o estímulo e a resposta. Considerava que no processo de aprendizagem a variável intermédia seria a motivação. A sua concepção poderia ser expressa pela fórmula: Potencial de Reação = (Força do hábito x Impulso x Motivação) - Inibição. A aprendizagem seria assim um processo resultante de uma cadeia de condicionamentos em que o reforço, motivação, (encarado como a redução das necessidades) desempenha um papel fundamental. Assim não poderia haver aprendizagem sem motivação.
Considerava que, para além dos métodos tradicionais utilizados pela psicologia - observação, observação sistemática e método experimental, se deveria recorrer a métodos formais, isto é, deveriam ser introduzidos modelos matemáticos. Chegou a descrever processos de aprendizagem através de equações matemáticas.
Ele é talvez mais conhecido pelo efeito "gradiente de meta" ou hipótese, em que os organismos gastam quantidades desproporcionais de esforço nos estágios finais de obtenção do objetivo dos impulsos. Devido à falta de popularidade do [behaviorismo] em contextos modernos, ele é pouco referenciado hoje ou colocado entre colchetes como obsoleto. No entanto, uma pesquisa da '[Review of General Psychology]' ', publicada em 2002, classificou Hull como o 21º psicólogo mais citado do século XX.
As suas concepções estão expostas na sua vasta obra da qual se pode destacar: Principles of Behavior, The Essentials of Behavior e A Behavior System.
Clark Hull também foi orientador de Milton Erickson.[carece de fontes?]